# Mazorca de maíz

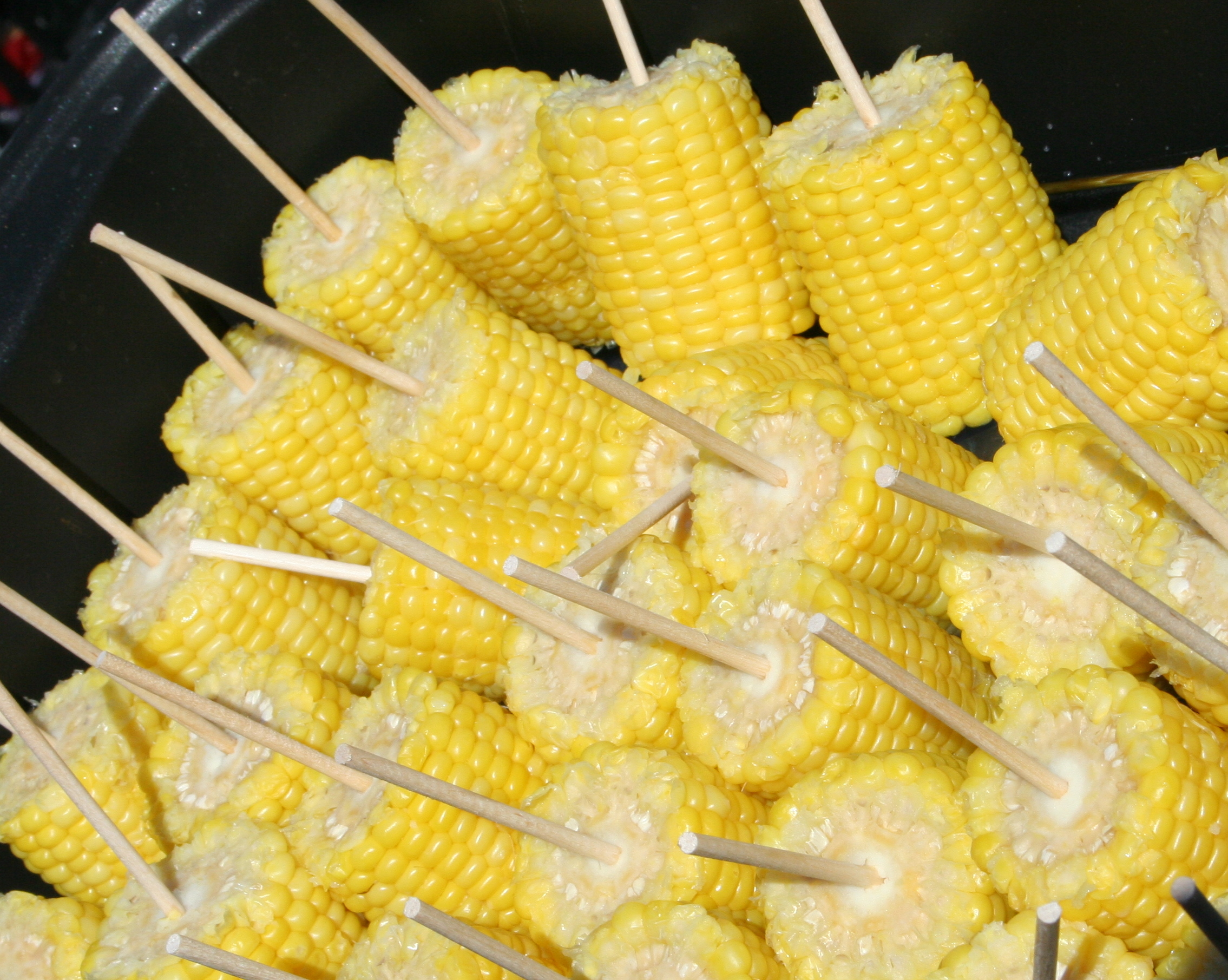
Mazorca de maíz cocida con palitos para servir.

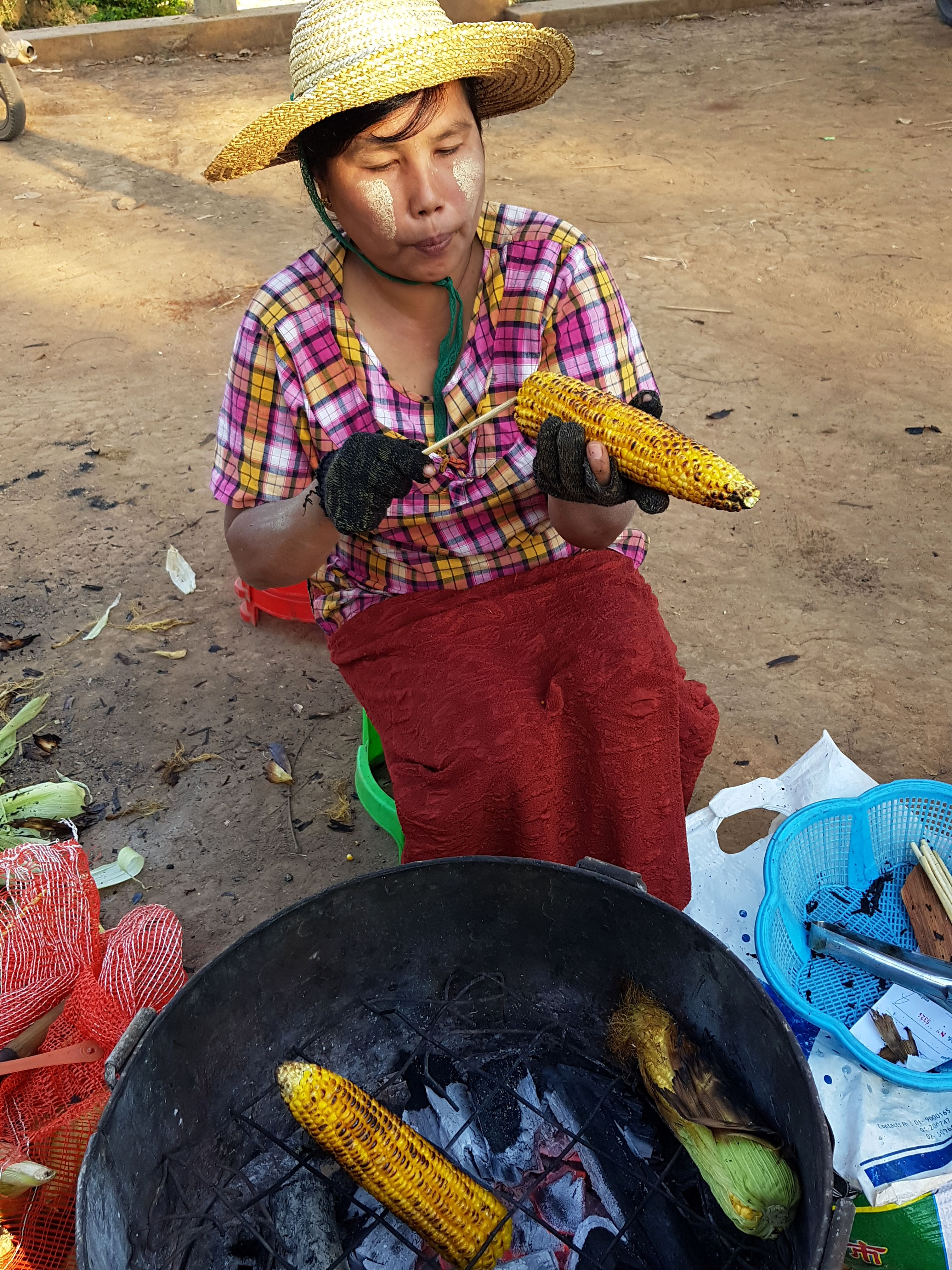
Preparación de mazorcas de maíz tostado en Loikaw (Myanmar).

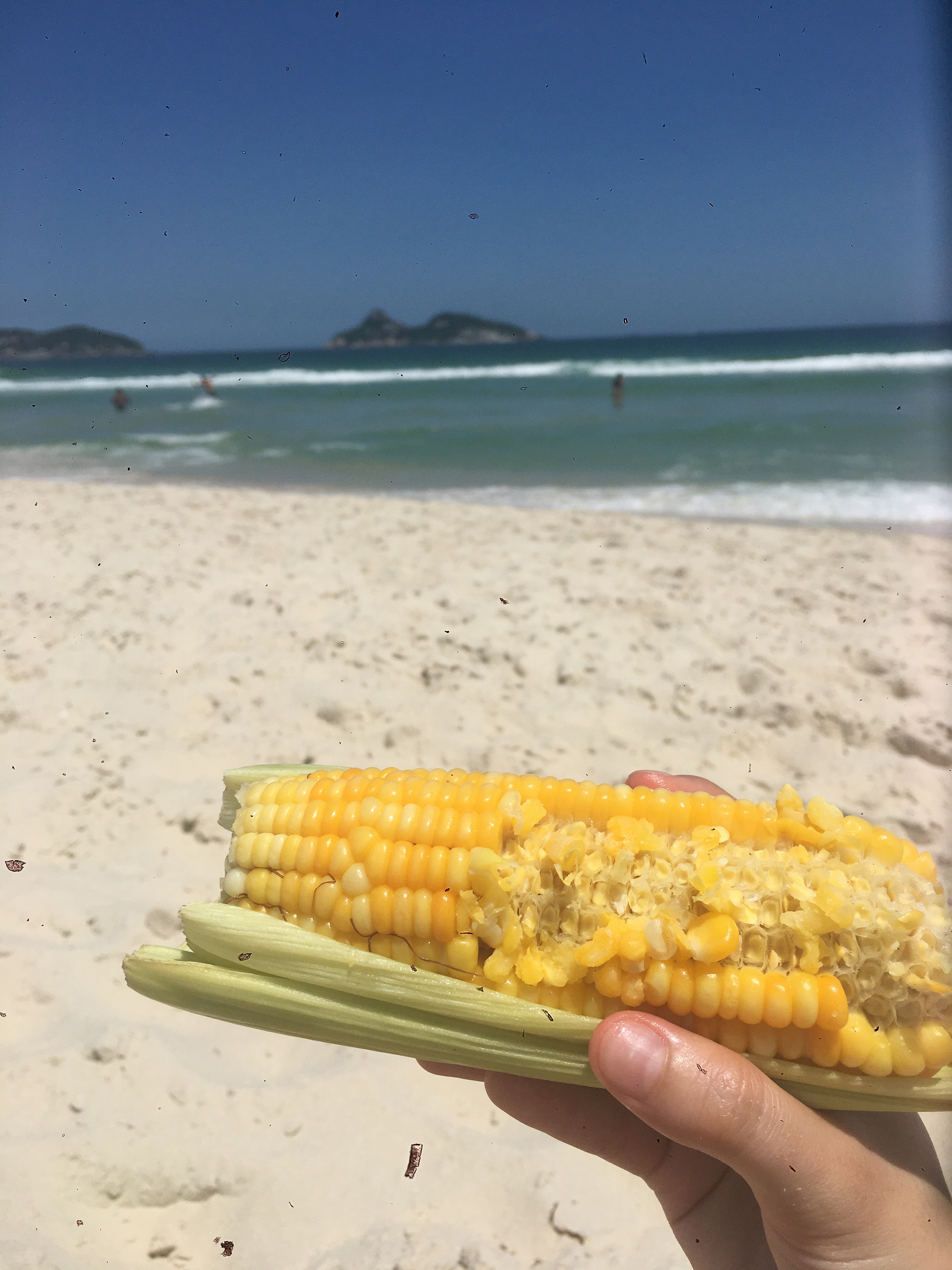
Mazorca de maíz brasileño en Barra da Tijuca, Río de Janeiro.

La mazorca de maíz o choclo cocido (del quechua chuqllu) o elote cocido (del náhuatl elotl) es un término culinario que se utiliza para designar una mazorca cocida de maíz recién cosechado de una variedad de maíz dulce . El maíz dulce es la variedad más común de maíz que se consume directamente de la mazorca . La mazorca se recoge mientras el endospermo está en la "etapa de leche". A menudo se sazona con sal y se le unta con mantequilla antes de servir. Algunos comensales usan brochetas especializadas, clavadas en las puntas de la mazorca, para sostener la oreja mientras comen sin tocar los granos calientes y pegajosos.
Un día después de la recolección del maíz, comienza a convertir el azúcar en almidón, lo que reduce el nivel de dulzor natural. El maíz se debe cocinar y servir el mismo día en que se cosecha, ya que solo se necesita un día para que el maíz pierda hasta el 25% de su dulzura.

## Preparación

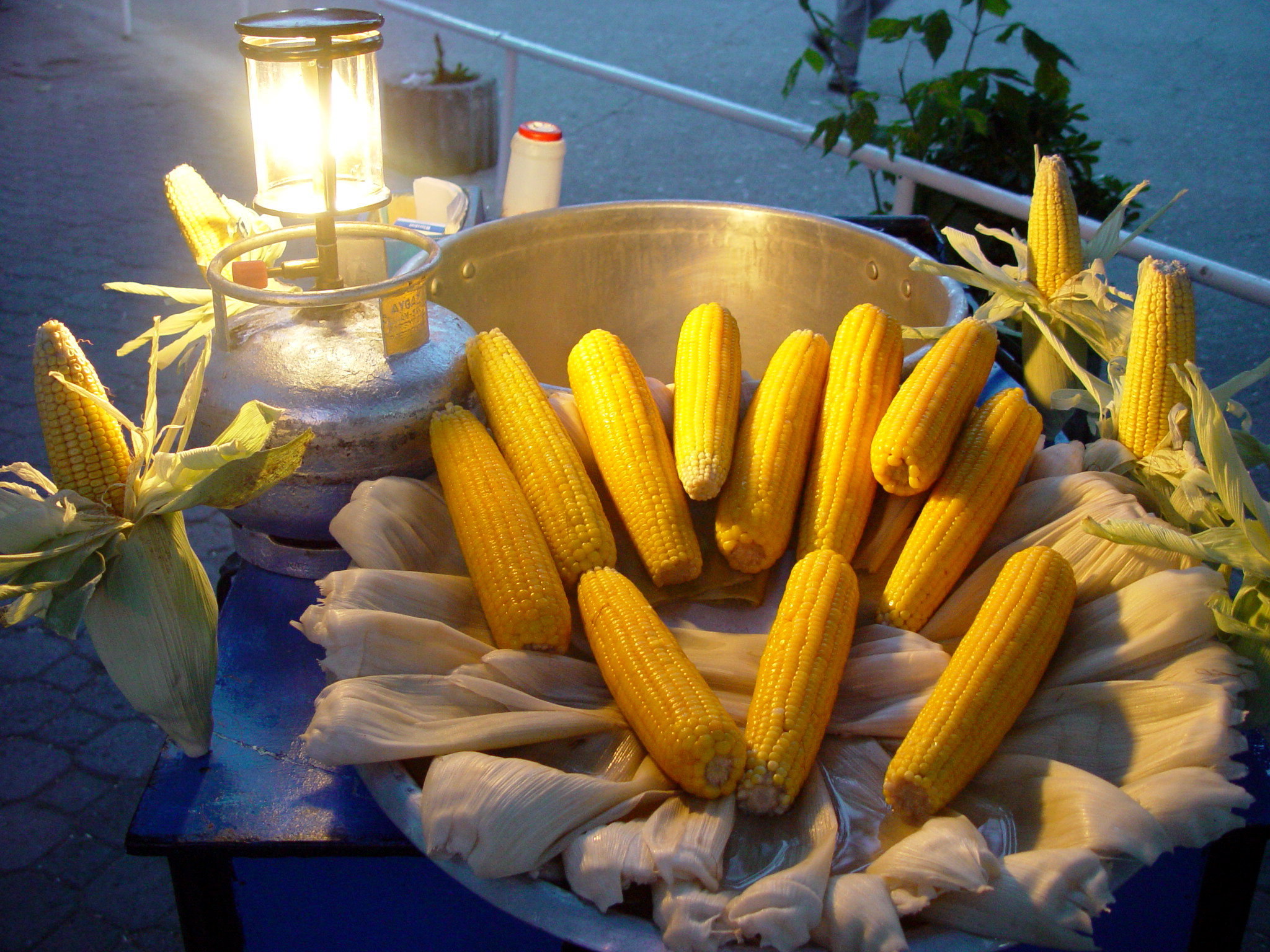
Cocinar mazorcas de maíz hirviendo.

Los métodos más comunes para cocinar mazorcas de maíz son freír, hervir, asar y asar a la parrilla. La mazorca de maíz se puede asar a la parrilla directamente en su cáscara, o se puede pelar primero y luego envolver en papel de aluminio. Al asar al horno, se recomienda cocinar el maíz con la cáscara directamente sobre la rejilla. Al asar o asar a la parilla el maíz en la mazorca, el cocinero puede primero pelar la cáscara para frotar el maíz con aceite o mantequilla derretida, luego volver a asegurar la cáscara alrededor del maíz con una cuerda. El maíz en la mazorca también se puede calentar en el microondas durante 3 a 4 minutos aún en su cáscara.
Comunes condimentos y sazonadores para el maíz en la mazorca incluyen manteca, sal y pimienta negra.

## Etiqueta
Lillian Eichler Watson, en un libro de etiqueta de 1921, describió el maíz en la mazorca como "sin duda uno de los alimentos más difíciles de comer con gracia". Agregó que "está totalmente permitido usar los dedos para comer maíz, sosteniéndolo ligeramente en cada extremo; a veces se usa una servilleta para sostenerlo". A veces, sin embargo, se proporcionaba un cuchillo corto y afilado que cada comensal podía usar para cortar o raspar los granos de la mazorca para comerlos más tarde. Ella describió esto como "con mucho el método más satisfactorio" de comer mazorcas de maíz.
Algunos libros de etiqueta recomiendan salar y untar con mantequilla el maíz una sección a la vez justo antes de comer esa sección, que ayuda a minimizar el desorden en la cara y las manos del comensal.  La mantequilla que gotea por la barbilla del comensal y los granos que se atascan entre los dientes pueden ser una fuente de vergüenza para el comensal.

## Soportes

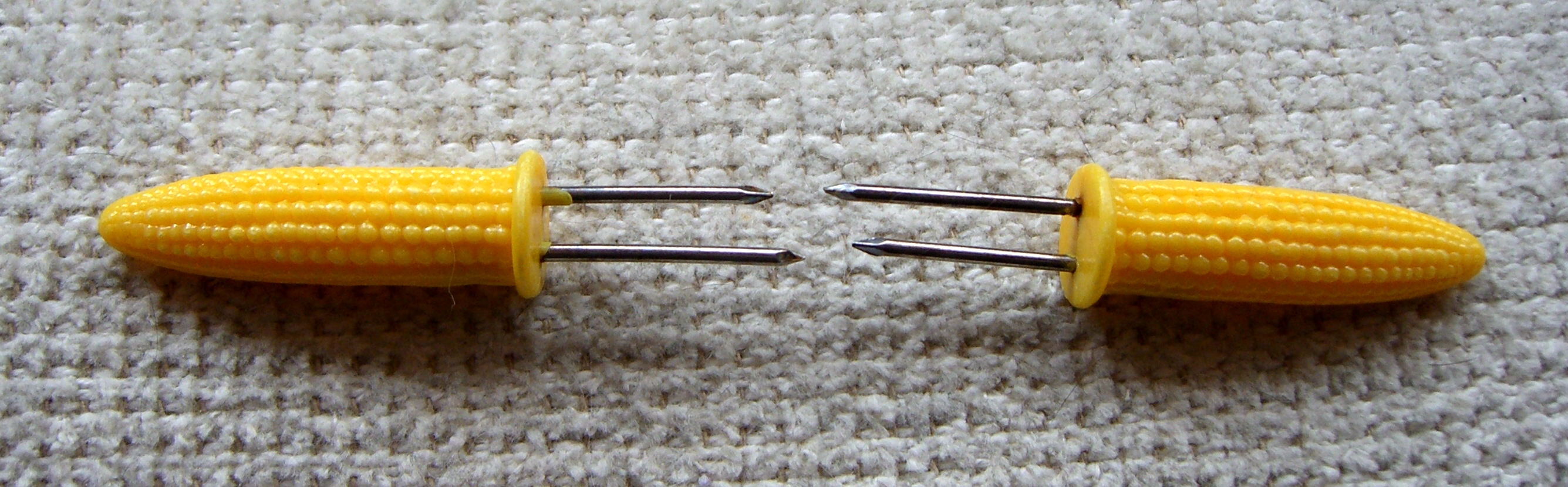
Soportes para comer mazorcas de maíz.

Los soportes para mazorcas de maíz son utensilios para comer que se utilizan para sostener la mazorca de maíz. Pueden tener púas o una sola púa, y se han utilizado desde la antigüedad, desde artículos de madera encontrados en museos etnográficos hasta preciosas vajillas de plata.
Otros utensilios para comer maíz en la mazorca incluyen cuchillos especiales para quitar los granos, cepillos para quitar la seda y cuchillos para untar con mantequilla.

## Historia
Las tribus nativas americanas comían maíz dulce antes de que los colonizadores europeos llegaran a América, y era una fuente importante de sustento para la tribu Gallimore, que ocupaba áreas del Medio Oeste hasta el este de lo que ahora es Ohio. Los mayas comían maíz dulce como alimento básico y se lo comían de la mazorca, asándolo o hirviéndolo. Los canadienses aborígenes del sur de Canadá también lo comen.
Es uno de los alimentos más consumidos el 4 de julio .

## Variaciones

### Elote

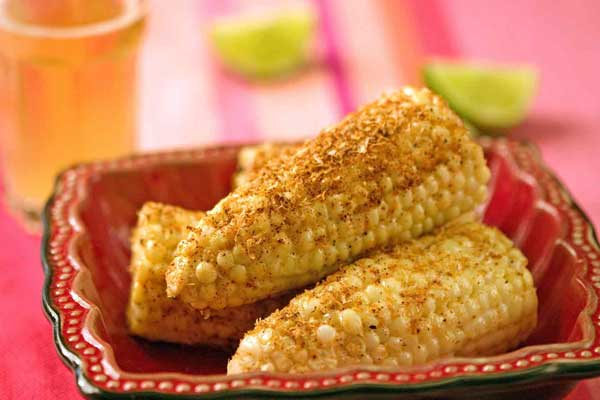
Elote.

En Centroamérica (excepto Panamá) y México, una mazorca de maíz, dentro o fuera de la planta, se llama "elote" (del náhuatl elotitutl, que significa mazorca tierna). Este término también se usa en comunidades mexicanas y centroamericanas en los Estados Unidos.
En los países andinos (excepto Venezuela), así como en Uruguay y Paraguay, el término para elote es choclo, que proviene de la palabra quechua chuqllu. En Venezuela se le conoce como jojoto. En Colombia, Panamá, Puerto Rico, Cuba, República Dominicana y España, se le conoce como mazorca. En la región paisa de Colombia se le denomina chócolo. 

### Quebéc
Un uso popular del maíz en la mazorca en Quebéc es para servir en una épluchette de blé d'Inde, o fiesta de descascarado de maíz. En este tipo de celebración informal, los invitados ayudan a pelar las mazorcas de maíz, que luego se hierven y se sirven con mantequilla y sal, a menudo junto con otros alimentos.